# Our Love to Admire
Our Love to Admire is het derde album van de New Yorkse indierockband Interpol. 
Het album werd uitgebracht door Parlophone in het Verenigd Koninkrijk en door Capitol Records in de VS op respectievelijk 9 en 10 juli 2007, bijna drie jaar na Antics. Dat album, evenals het debuutalbum Turn on the Bright Lights, werd uitgebracht door Matador, een onafhankelijk platenlabel. 
Dit betekende dan ook hun overstap naar een groter label. Ondanks de angst bij fans door dat feit, kreeg het album gematigd positieve reacties van de pers, met enkele positieve en negatieve uitschieters. De eerste single werd 'The Heinrich Maneuver', tevens het eerste nummer dat de band schreef voor het album, en ging aan het album vooraf. 'Mammoth' wordt in het VK uitgebracht als tweede single, op 3 september 2007. Terwijl 'No I in Threesome' de tweede single wordt in de VS.

## Tracklist
- 1 "Pioneer To The Falls" – 5:41
- 2 "No I in Threesome" – 3:50
- 3 "The Scale" – 3:23
- 4 "The Heinrich Maneuver" – 3:28
- 5 "Mammoth" – 4:12
- 6 "Pace Is The Trick" – 4:36
- 7 "All Fired Up" – 3:35
- 8 "Rest My Chemistry" – 5:00
- 9 "Who Do You Think" – 3:12
- 10 "Wrecking Ball" – 4:30
- 11 "The Lighthouse" – 5:25

Op de Japanse versie van het album is het nummer 'Mind Over Time' nog toegevoegd, alsook een instrumentale versie van 'Mammoth'.